# Kínai talizmánírás
A talizmánírás (lei-ven (leiwen) 雷文, szó szerint: „villám-írás”; vagy jün-csuan (yunzhuan) 雲篆 / 云篆, szó szerint: „felhő-pecsét(írás)”) az ezoterikus taoizmus misztikus szertartási során használt talizmánok, gyakorta transzállapotban papírra vetett írástípusa, egyfajta taoista „titkosírás”.

## Története
A misztikus taoizmus gyakorlatában sokféle eszközt használtak arra, hogy befolyásolják és megjelenítsék a természet erőit, s csökkentsék az ártó erők hatását. Ezen eszközök között fontos szerephez jutottak s jutnak még ma is azok a transzban, reveláció útján keletkezett szövegek (csen-ven (zhenwen) 真文) és dokumentumok (su (shu) 书), a természet erőinek befolyását magukon viselő diagramok (tu 圖 / 图 vagy ling-tu (lingtu) 靈圖 / 灵图), pecsétek (jüan-csuan (yunzhuan) 雲篆 / 云篆) és talizmánok (fu 符 vagy ling-fu (lingfu) 靈符 / 灵符), melyek mind az égi erők megjelenését és erejét hivatottak igazolni. E talizmánok, pecsétek, diagramok szövegeit, ábráit csak a beavatott pap, varázsló tudta értelmezni, ezzel igazolva az égi erők és a hétköznapi világ közötti kapcsolattartó szerepét.
A talizmánok gyakorlatának kialakulását vannak, akik a Han-korba helyezik, míg mások sokkal régebbinek, a Tavasz és ősz korszakból származónak vélik. Kétségtelen, hogy a legkorábbi régészeti leletek a Keleti Han-korból (i.sz. 25-220) származnak. Gyakorlata azonban mind a mai napig megőrződött a taoista hagyományban.

## Formajegyei, használata
A talizmánok írásjegyeit és egyes motívumait is „villám-írásnak” (lej-ven (leiwen) 雷文) nevezik, de tekergőző formájuk miatt „felhő-pecsétírásnak” (jün-csuan (yunzhuan) 雲篆 / 云篆) is hívják őket. A talizmánok egy részén ugyanakkor nem ilyen írásjegyek, hanem egyfajta transzírásból származó jelsorozatok találhatók. Gyakran e kettő keveredve látható a talizmánokon. A szöveg alapú talizmánok írásjegyei egyfajta titkosírásnak, csak a beavatottak számára olvasható, ezoterikus írásmódnak tekinthetők. Már a legkorábbi időkben kialakult a rendszere, mely idővel egyre bővült. Később az egyes ezoterikus írásjegyekkel leírt szövegeket értelmezték és hagyományos írásjegyekkel átírták, így kerültek be a taoista kánonba.